# Paul-Philipp Kaufmann
Pour les articles homonymes, voir Kaufmann.
Paul-Philipp Kaufmann né le 21 juin 1996 à Mannheim, est un joueur de hockey sur gazon allemand qui joue comme milieu de terrain pour le club néerlandais Hoofdklasse Den Bosch et l'équipe nationale allemande.

## Carrière en club
Kaufmann a joué pour le TSV Mannheim avant de rejoindre le Den Bosch aux Pays-Bas pour la saison 2021–2022.